# 棠口溪

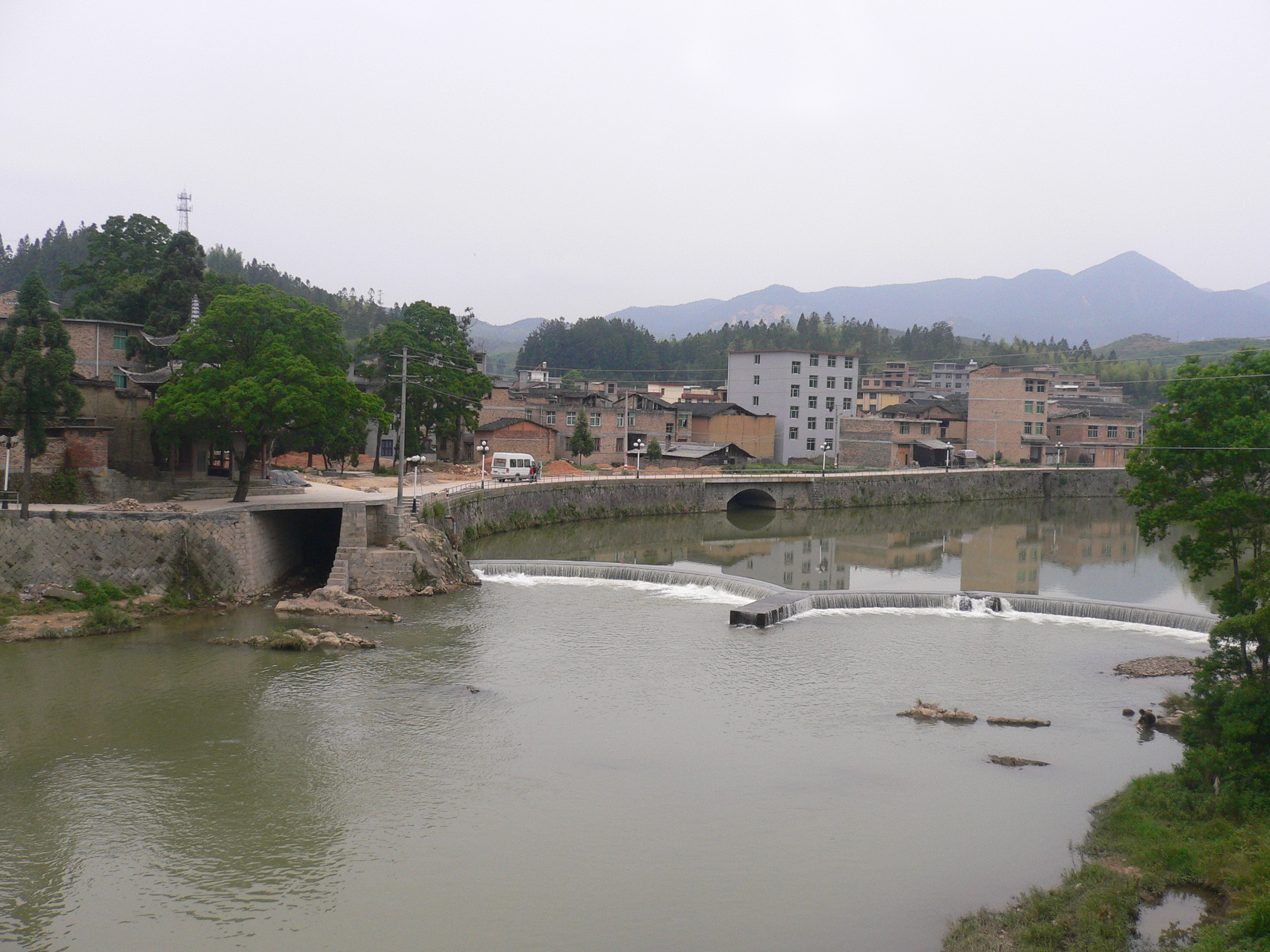
棠口镇千乘桥河段

棠口溪，位于中华人民共和国福建省宁德市屏南县东北部的一条河流，是金造溪左岸支流，因其长度长于金造溪干流，有时也视作金造溪主源。上游称岭下溪，发源于屏南县北部岭下乡富竹村西南东峰尖北麓，先向东北流至开源村西北再转东南流，经岭下乡和棠口镇，于寿山乡单条桥与金造溪汇流。河长45千米。